# Вароша (квартал на Енидже Вардар)
Вижте пояснителната страница за други значения на Вароша.
Горната махала или Горни Варош или просто Варош (на гръцки: Βαρόσι, на турски: Bala Mahallesi, Varoş -i Bala) е традиционният стар християнски квартал на македонския град Енидже Вардар (Па̀зар), Гърция. Намира се в северозападната крайна част на града, днес приблизително кварталите източно от „Синикисмос“ и западно от „Сфагия“, на север от махалата Бучава.

## История
В края на XIX век Варошката махала е най-голямата в града с 449 къщи. През нея минават улиците „Пилорик“, „Айнали Чешме“ (Извора с кристалната вода), „Коджаман Божин“, „Пазарска“, „Църковна“, „Тумба“, „Хюсеин Байрактар“, „Хамам“, „Каранлик баба“ и „Кибристан“ (Гробището). В нея са изградени катедралният храм „Успение Богородично“ (1860), католическата църква „Св. св. Петър и Павел“ (1865) и православната българска църква „Св. св. Кирил и Методий“ (1906), преименувана след 1912 година на „Св. св. Константин и Елена“.